# Clintwood
Clintwood är administrativ huvudort i Dickenson County i Virginia. Orten har fått sitt namn efter militären Henry Clinton Wood. Vid 2010 års folkräkning hade Clintwood 1 414 invånare.